# مقاطعة إيذج
مقاطعة ايذج (بالفارسية: شهرستان ايذه) هي إحدى مقاطعات إيران وتقع في محافظة خوزستان. مدينة إيذج هي عاصمة هذه المقاطعة. حسب إحصاءات المركز الرسمي للإحصاءات الإيرانية في 2006 كان يسكن مقاطعة ايذج 35,932 شخص وكان عدد المساكن 5,803 مسكن. تنقسم هذه المقاطعة لثلاثة بلدات: البلدة المركزية وبلدة دهدز وبلدة سوسن. للمقاطعة مدينتان وهي إيذج ودهدز.